# Changchengopterus
Changchengopterus es un género de pterosaurio ranforrincoideo descubierto en China (Qinglong, Hebei). El espécimen fósil de la única especie conocida, Changchengopterus pani, se encontró en la Formación Tiaojishan y lo describió Lü en 2009. Se trata de un ejemplar juvenil, con una envergadura de unos 475 mm.
En su descripción original, Lü llegó a la conclusión de que Changchengopterus era un pterosaurio próximo a Dorygnathus. Sin embargo, en un estudio posterior encabezado por Wang (2010) le encontraron similitudes con los wukongoptéridos, y lo integraron en esa familia.